# ジェラシー (1980年の映画)
『ジェラシー』（Bad Timing）は、1980年のイギリスの映画。監督は撮影班出身のニコラス・ローグ。ウィーンが舞台であり、グスタフ・クリムトなどの世紀末芸術の絵画が多く参照される。

## あらすじ
退廃的なムードの漂う古都ウィーンで、ミレーナが薬物で自殺を図り、病院に搬送されてきた。ミレーナが治療を受けている間、付き添ってきた男アレックスは、警部から事情聴取を受ける。アレックスの脳裏には、彼女との出会いから蜜月期、激しい修羅場までの様々な記憶がかけめぐる。やがて、話の核心はミレーナが自殺未遂を起こした当夜の出来事に及ぶ。

## キャスト
- アート・ガーファンクル - アレックス
- テレサ・ラッセル - ミレーナ
- ハーヴェイ・カイテル - 警部
- デンホルム・エリオット - ステファン
- ダニエル・マッセイ